# 離心鑄造
离心铸造（英語：Centrifugal casting）是将液态材料注入旋转的鑄模内，使材料在离心力的持續作用下填滿鑄模，形成铸件的铸造工藝技術。常用於鑄造金屬、玻璃和混凝土等建築或工業材料。通過控制冶金和晶體結構以獲得高質量。離心鑄造主要用於製造旋轉對稱的半成品铸品，以用於進一步加工。

## 材料
會使用離心鑄造加工的材料通常是金屬、水泥、混凝土、玻璃和陶器材料。
離心鑄造也可以在製造過程中增添組合不同性質的材料，比較常見的器件是內包水泥的鑄鐵管。

## 鑄造金屬的過程

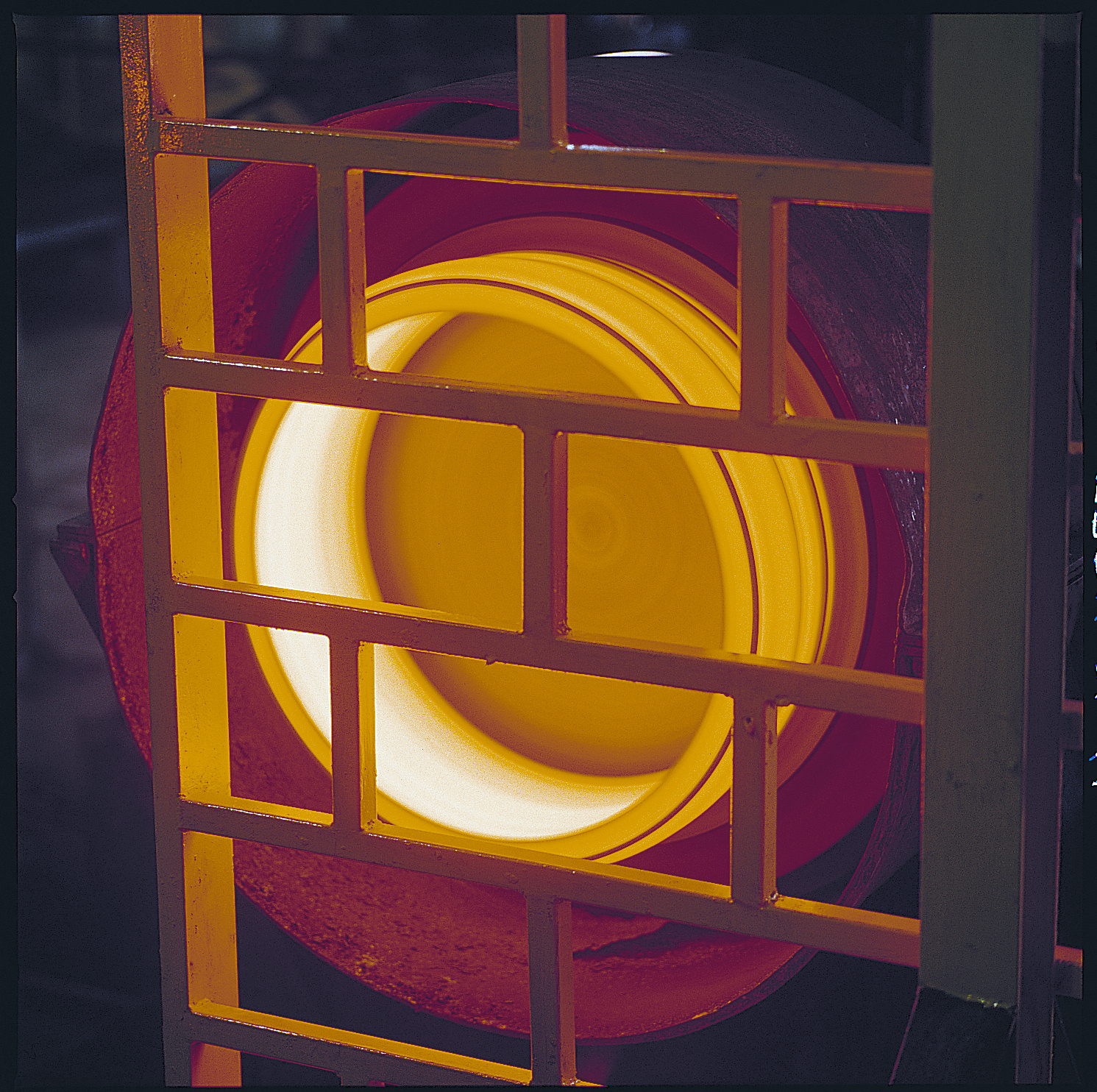
離心鑄造

離心鑄造器可以採用水平軸或是垂直軸設置。離心鑄造機以水平軸裝設主要是製造細長圓柱體，離心鑄造機以垂直軸設置通常是製造環形體或軸承。鑄件通常是由外向內凝固。這種定向凝固的鑄造方法可以改善鑄造物的效能。因為離心力會將比重較輕的雜質留在鑄件的最外層，因此鑄造物冷卻後通常會去除內層和最外層，僅使用中間柱狀區域。確保鑄件成品有最佳的材料特性。
離心鑄造工法是由德國人阿爾佛萊德·克虜伯發明，1852年開始用於製造鐵路列車的鋼輪。

## 外部連結
- 维基共享资源上的相關多媒體資源：離心鑄造